# Astigarraga
Astigarraga è un comune spagnolo di 3751 abitanti situato nella comunità autonoma dei Paesi Baschi.